# Ulica Prosta we Wrocławiu

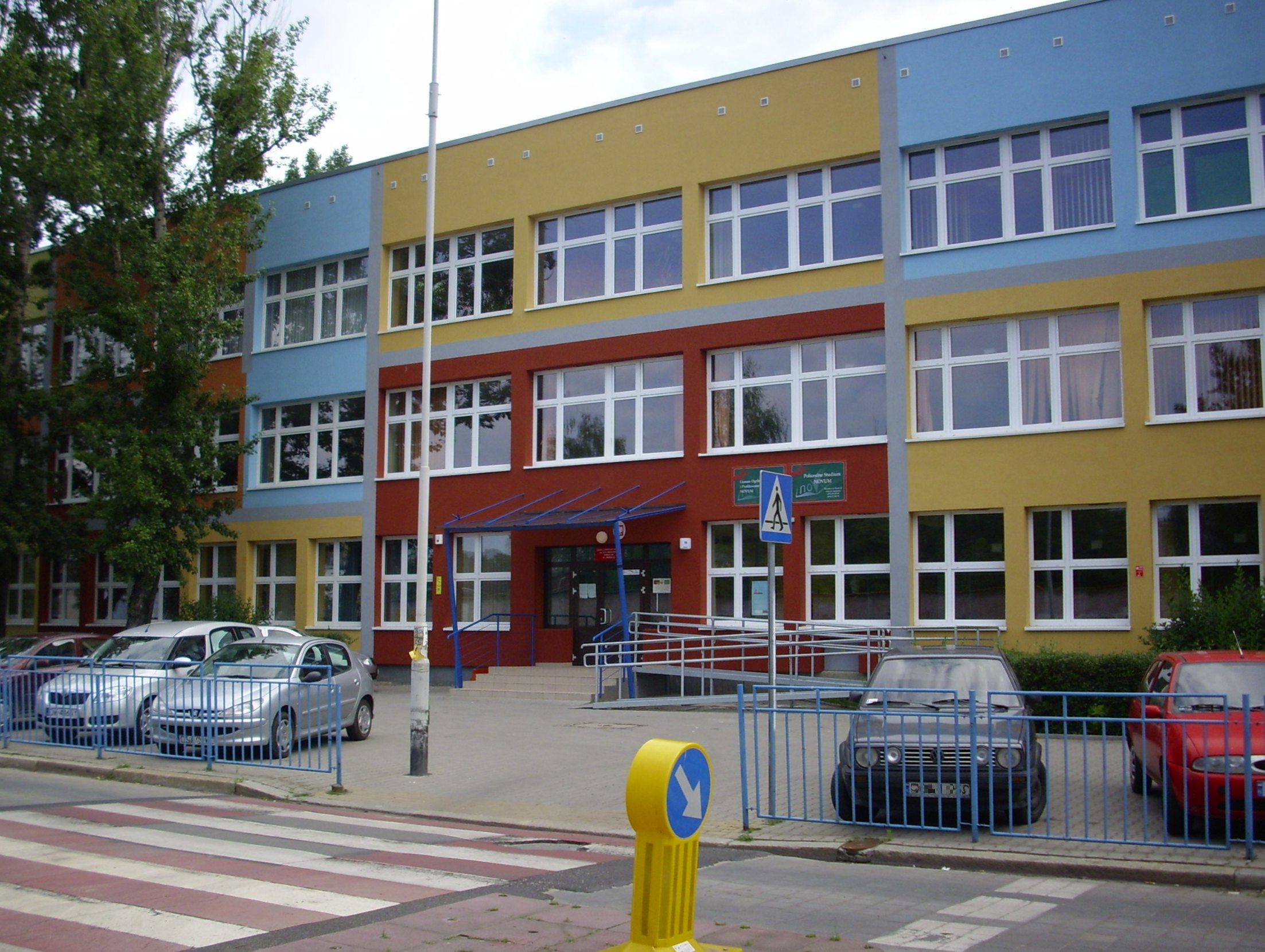
Szkoła

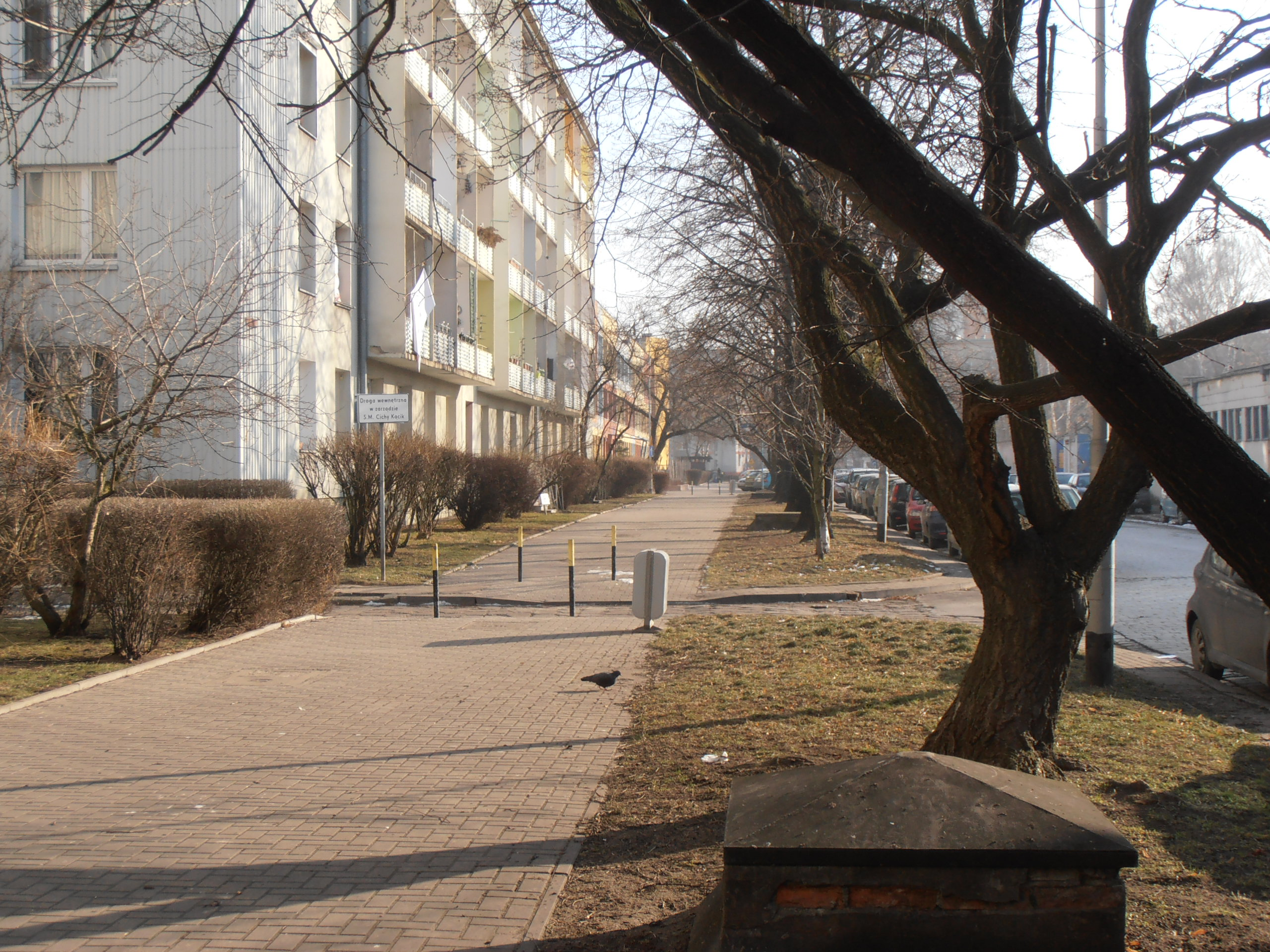
Od ul. Tęczowej w kierunku ul. Grabiszyńskiej

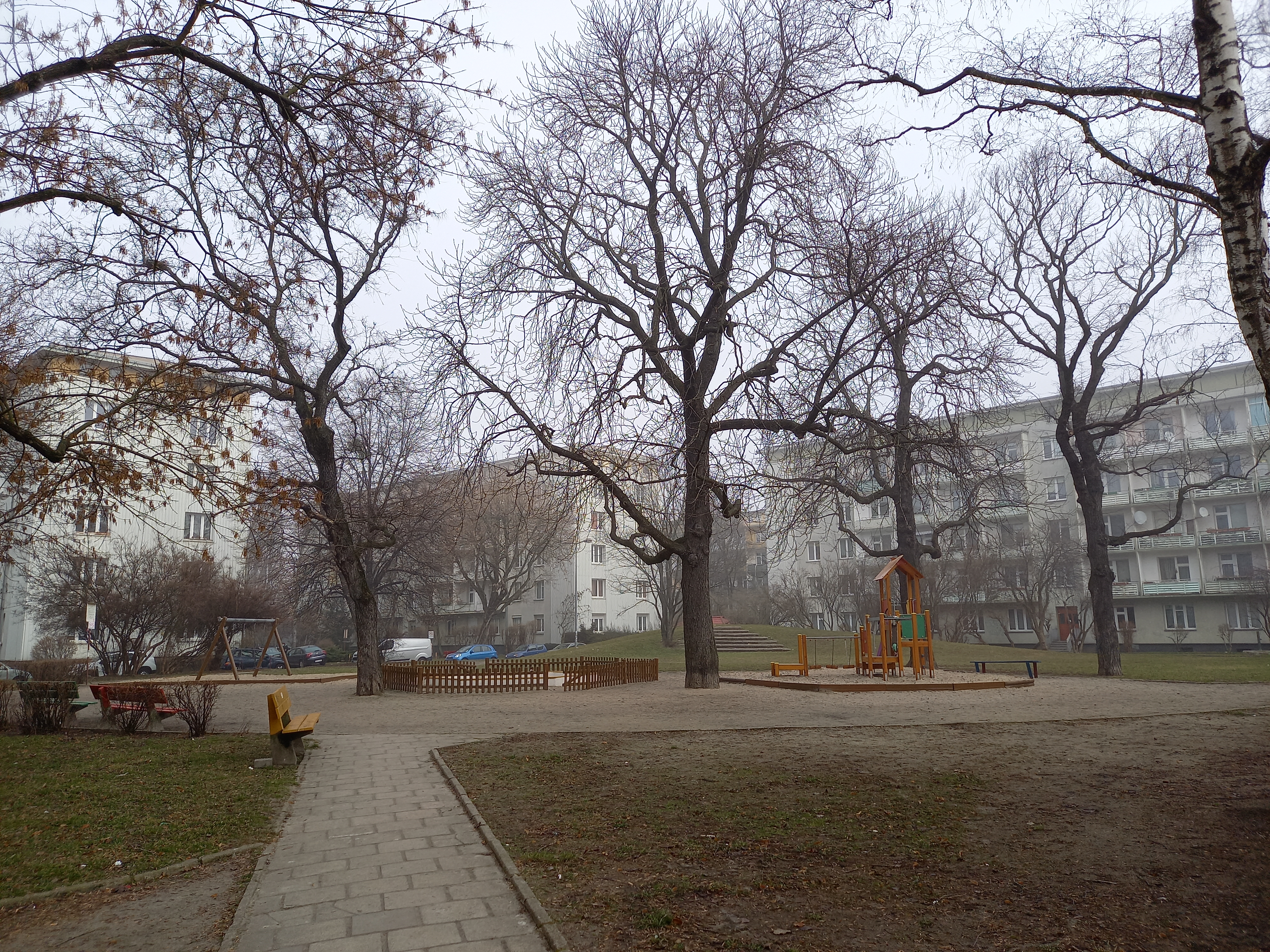
Zieleniec przy ul. Świętej Trójcy

Ulica Prosta – ulica położona we Wrocławiu, biegnąca od ulicy Tęczowej do ulicy Kolejowej, na osiedlu Przedmieście Świdnickie w dawnej dzielnicy Stare Miasto. Ulica ma 516 m długości.

## Historia
Na północnym krańcu ulicy Prostej, wzdłuż współczesnej ulicy Tęczowej, na odcinku od placu Orląt Lwowskich (placu Kirowa w czasach PRL) do ulicy Kolejowej, położona była wieś Siedem Łanów (Septem mansi), a wspomina o niej najstarszy z zapisów pochodzący z 1353 r. Droga ta została uznana za miejską ulicę w 1823 r. W 1842 r. oddano do eksploatacji Dworzec Świebodzki i tory biegnące do niego położone na północ od początkowego biegu ulicy Prostej.
Natomiast wzdłuż współczesnej ulicy Grabiszyńskiej, przecinającej ulicę Prostą, biegła droga do polskiej wsi Grabiszyn, wzmiankowanej już w 1149 r.; wzmianki o tej drodze pochodzą już z 1465 r. Natomiast na początku XIX wieku wzdłuż tej ulicy, od dzisiejszego placu Legionów (wówczas Sonnenplatz) do torów kolejowych, ciągnęły się ogrody warzywne. Zabudowa o charakterze miejskim rozpoczęła się na tym terenie po 1860 r., ale droga została uznana ulicą (Gräbschner Gasse) już w 1823 r. Stała się ona jedną z głównych arterii miasta.
Zamykająca ulicę Prostą ulica Kolejowa powstała na śladzie drogi gruntowej biegnącej wzdłuż południowej granicy miasta. Pierwotnie obejmowała dzisiejszą ulicę Kolejową, Wojciecha Bogusławskiego i Nasypową. W 1845 r. wpłynął do władz miejskich wniosek o utworzenie ulicy i przesunięcie rogatki Świdnickiej. Właściciele posesji  mieli w planach utworzenie reprezentacyjnej ulicy dorównującej dzisiejszej ulicy Józefa Piłsudskiego. Ulicę wytyczono i nadano jej nazwę Friedrichstrasse.
W latach 1856-1922 pomiędzy dzisiejszymi ulicami: Prostą i Kolejową, działała fabryka produkująca wagony: Hofman Bracia & CO. Fabryka Wagonów S.A. (Hofmann Gebr. & CO Wagenfabrik AG). Ówcześnie adres fabryki przypisany był do ulicy Prostej (numery 3-19), a obecnie do ulicy Kolejowej 63-65. Współcześnie zakład należy do Poczty Polskiej, w którym urządzono Centrum Logistyki.
W latach 1881-1882 został założony plac (Luisenplatz), ówcześnie jeszcze w ramach Gajowic, na nieregularnym planie (dwa obszary o planie zbliżonym do trójkątów), między ulicami Kolejową, Pszenną, Jęczmienną i torami kolejowymi, który współcześnie nosi nazwę placu Rozjezdnego, zamykającego oś widokową ulicy w kierunku południowym. Tu w latach 80. XIX wieku budowano kamienice czynszowe, w 1877 r. powstał cyrk E. Renza, w 1898 r. zbudowano podstację tramwajową, która w latach 1927-1928 została przebudowana na elektrociepłownię miejską.
Około 1915-1920 r. przy ulicy Prostej 36 zbudowano fabrykę odzieżową AWEBE (Aktiengesellschaft für Webwaren und Bekleidung). Po wojnie mieściły się tu zakłady odzieżowe Intermoda. Współcześnie budynek pełni funkcję administracyjno-biurową.
W latach 50. XX wieku rozpoczęto realizację zabudowy przy ówczesnym placu PKWN (obecnie plac Legionów), w ramach osiedla mieszkaniowego Plac PKWN, sięgającej ulicy Prostej. Był to zespół budynków realizowanych od połowy lat 50. XX wieku do 1961 r., zbudowany według projektu opracowanym w biurze Miastoprojektu w zespole kierowanym przez Kazimierza Bieńkowskiego. Zastosowano tu po raz pierwszy we Wrocławiu technologię wielkoblokową. W planach osiedla uwzględniono przesunięcia linii zabudowy w głąb parceli w celu poszerzenia ulic.
W 1962 r. oddano do użytkowania szkołę położoną przy ulicy Prostej 16, zbudowanej jako Pomnik Tysiąclecia. Uroczyste otwarcie szkoły nastąpiło 3.09.1962 r.; dokonał go profesor Bolesław Iwaszkiewicz. Wówczas naukę podjęło 1043 uczniów w 26 oddziałach. 14.12.1966 r. przyjęto dla niej jako patrona Jana Brzechwę. Wbudowano wówczas na ścianie budynku szkolnego pamiątkową tablicę. Współcześnie w budynku mieści się szkoła podstawowa nr 97.
W drugiej połowie lat 60. XX wieku obszar przy Kolejowej od ulicy Prostej i placu Rozjezdnego do ulicy Grabiszyńskiej został zabudowany blokami mieszkalnymi zrealizowanymi przez spółdzielnię mieszkaniową Cichy Kącik w ramach Osiedla Staromiejskiego. Sama ulica Grabiszyńska na odcinku od placu Legionów do ulicy Zaporoskiej została wówczas znacznie poszerzona.
Od ulicy Wincentego Stysia do jezdni przypisanej do placu Rozjezdnego po południowej stronie ulicy Kolejowej przez lata powojenne pozostawał wolny plac, później z urządzonym skwerem, na którym w 2000 r. rozpoczęto budowę kompleksu usługowo-parkingowego, według projektu M. Kupczyka i P. Spychały. Inwestycja  była jedną z przyczyn upadku Wrocławskiej Jedynki.  Projekt nie został zrealizowany, a przez kilka lat budynek stał w stanie surowym i określany był jako "wrocławski szkieletor". Rozbiórka niezakończonego obiektu miała miejsce około 2017 r.  . Nowy projekt na zabudowę tego miejsca, pod adresem przy ulicy Kolejowej 8-10, powstał w Autorskiej Pracowni Architektury Kuryłowicz & Associates z Warszawy, natomiast inwestorem ma być firma Develia. Przewidziano tu budowę budynku o powierzchni użytkowej około 33 000 m² i roboczej nazwie Biurowiec Kolejowa.

## Nazwy
W swojej historii ulica nosiła następujące nazwy:
- Holteistrasse, do 1946 r.[31]
- Prosta, od 1946 r.[1][31]

Niemiecka nazwa ulicy upamiętniała Karla Eduarda von Holtei, urodzonego 24.01.1798 r. we Wrocławiu, zmarłego 12.02.1880 r. również we Wrocławiu, niemieckiego poetę romantycznego, pisarza (m.in. dramat Der alte Feldnerr o Tadeuszu Kościuszce), aktora i reżysera teatralnego. Współczesna nazwa ulicy została nadana przez Zarząd Wrocławia i ogłoszona w okólniku nr 12 z 7.03.1946 r. oraz potwierdzona przez Miejską Radę Narodową uchwałą nr 115 z 22.12.1952 r..

## Układ drogowy
Do ulicy Prostej przypisana jest droga gminna nr 105047D (numer ewidencyjny drogi G1050470264011) o długości 516 m, łącząca ulicę Tęczową z ulicą Grabiszyńską i ulicę Grabiszyńską z ulicą Kolejową. Brak jest połączenia drogowego i pieszego między tymi dwoma odcinkami ulicy.
Ulica łączy się z następującymi drogami publicznymi, kołowymi, oraz innymi drogami:
| rodzaj                                                                | droga                | inne                 | foto |
| --------------------------------------------------------------------- | -------------------- | -------------------- | ---- |
| skrzyżowanie                                                          | ulica Tęczowa        | początek ulicy       |      |
| skrzyżowanie                                                          | ulica Świętej Trójcy |                      |      |
| skrzyżowanie bez przejścia i przejazdu na wprost przerwany bieg ulicy | ulica Grabiszyńska   | torowisko tramwajowe |      |
| skrzyżowanie                                                          | ulica Kolejowa       | koniec ulicy         |      |

Ulica położona jest na działkach ewidencyjnych stanowiących drogi gminne.
| numer                                                                   | pole powierzchni | rodzaj       | foto |
| ----------------------------------------------------------------------- | ---------------- | ------------ | ---- |
| odcinek od ulicy Tęczowej do Grabiszyńskiej, obręb Stare Miasto, AM 23  |                  |              |      |
| działka nr 30/2                                                         | 4.876 m2         | droga gminna |      |
| działka nr 15/5                                                         | 276 m²           | droga gminna |      |
| działka nr 16/7                                                         | 403 m²           | droga gminna |      |
| działka nr 26/4                                                         | 132 m²           | droga gminna |      |
| odcinek od ulicy Grabiszyńskiej do Kolejowej, obręb Stare Miasto, AM 32 |                  |              |      |
| działka nr 2                                                            | 2.575 m²         | droga gminna |      |
| Łącznie: 8. 262 m²                                                      |                  |              |      |

Droga gminna przypisana do ulicy posiada nawierzchnię wykonaną z granitowej kostki brukowej. Jest ona w całości objęta strefą ograniczenia prędkości 30 km/h, z wyłączeniem skrzyżowań z ulicami: Tęczową i Grabiszyńską. W ramach wymienionej strefy ruchu uspokojonego przeznaczona jest także dla ruchu rowerowego i łączy się ze ścieżką rowerową zbudowaną wzdłuż ulicy Grabiszyńskiej.

## Zabudowa i zagospodarowanie

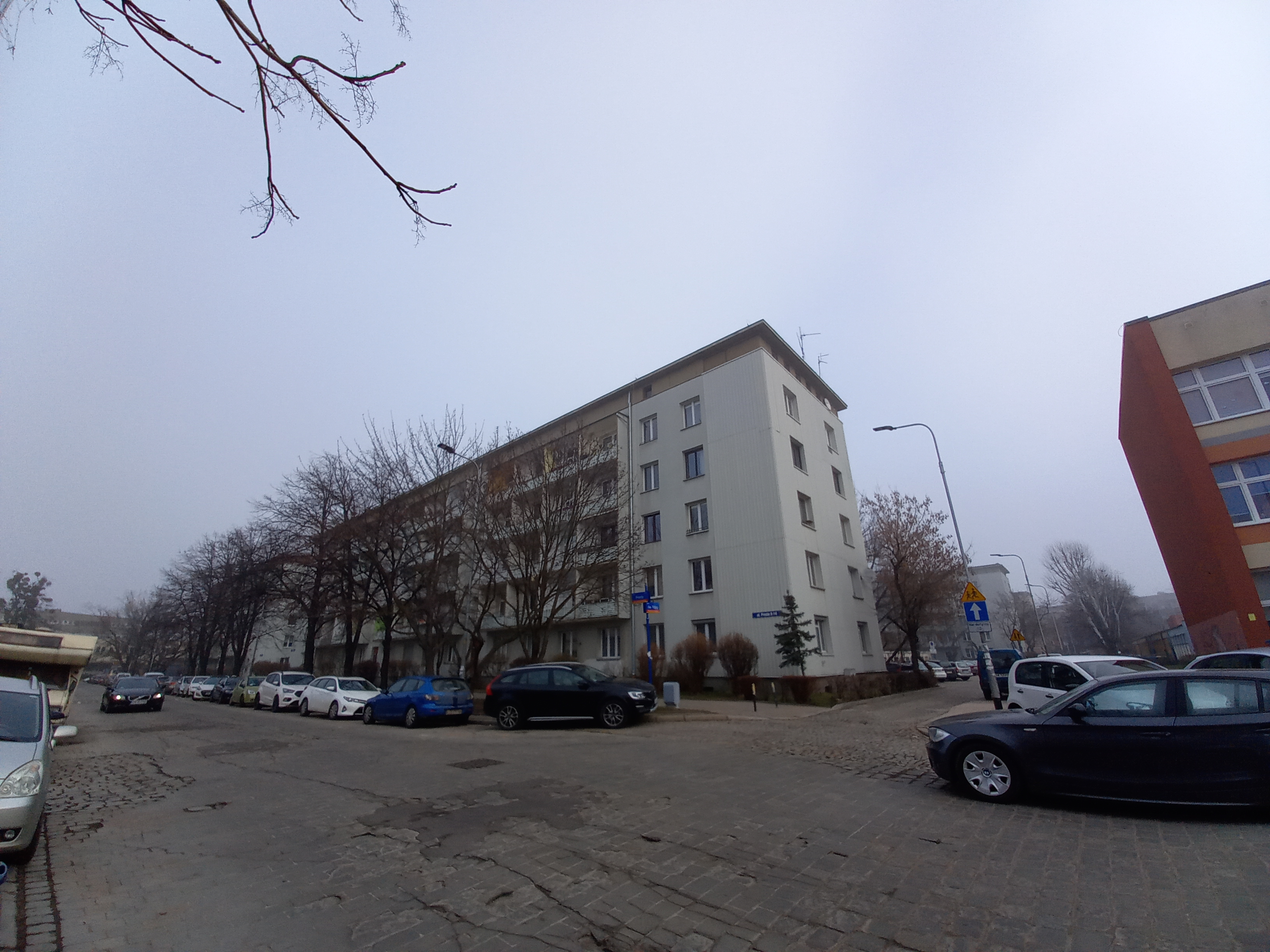
Osiedle mieszkaniowe

Po wschodniej stronie początkowego biegu ulicy, od ulicy Tęczowej do ulicy św. Trójcy położone jest osiedle mieszkaniowe z pawilonem handlowym przy ulicy Tęczowej. Dalej znajduje się szkoła na terenie o powierzchni 15 879 m2. Wzdłuż ulicy Garabiszyńskiej posadowione są budynki mieszkalne.
Po zachodniej stronie położony jest teren dawnej fabryki wagonów, obecnie Centrum Logistyki Poczty Polskiej, o powierzchni 30 655 m2. Obszar ten przeznaczono pod zabudowę mieszkaniową, z usługami, skwerami i placami zabaw, z obowiązkiem zachowania podlegających ochronie zabytków budynków i budowli. Przewiduje się powstanie tu 469 mieszkań i 500 miejsc parkingowych. Budynki nie przekroczą 8 kondygnacji nadziemnych.
Odcinek ulicy Prostej, od ulicy Grabiszyńskiej do Kolejowej, zabudowany jest osiedlem mieszkaniowym z lat 50. i 60. XX wieku, obejmującym mieszkalne bloki cztero- i ośmiopiętrowe (w tym według projektu budynków przy ulicy Mikołaja Reja 4, 6, 8), oraz pawilon handlowo-usługowy przy ulicy Grabiszyńskiej, a także garaże przy ulicy Prostej. Jedynie w końcowym odcinku ulicy po stronie wschodniej zachował się położony w głębi kwartału budynek dawnej fabryki odzieżowej, na terenie o powierzchni 4.497 m² oraz kamienica pod numerem 46 i dalej kamienice położone przy ulicy Joachima Lelewela.
Ulica przebiega przez teren o wysokości bezwzględnej od 117,7 do 118,2 m n.p.m..

## Zieleń

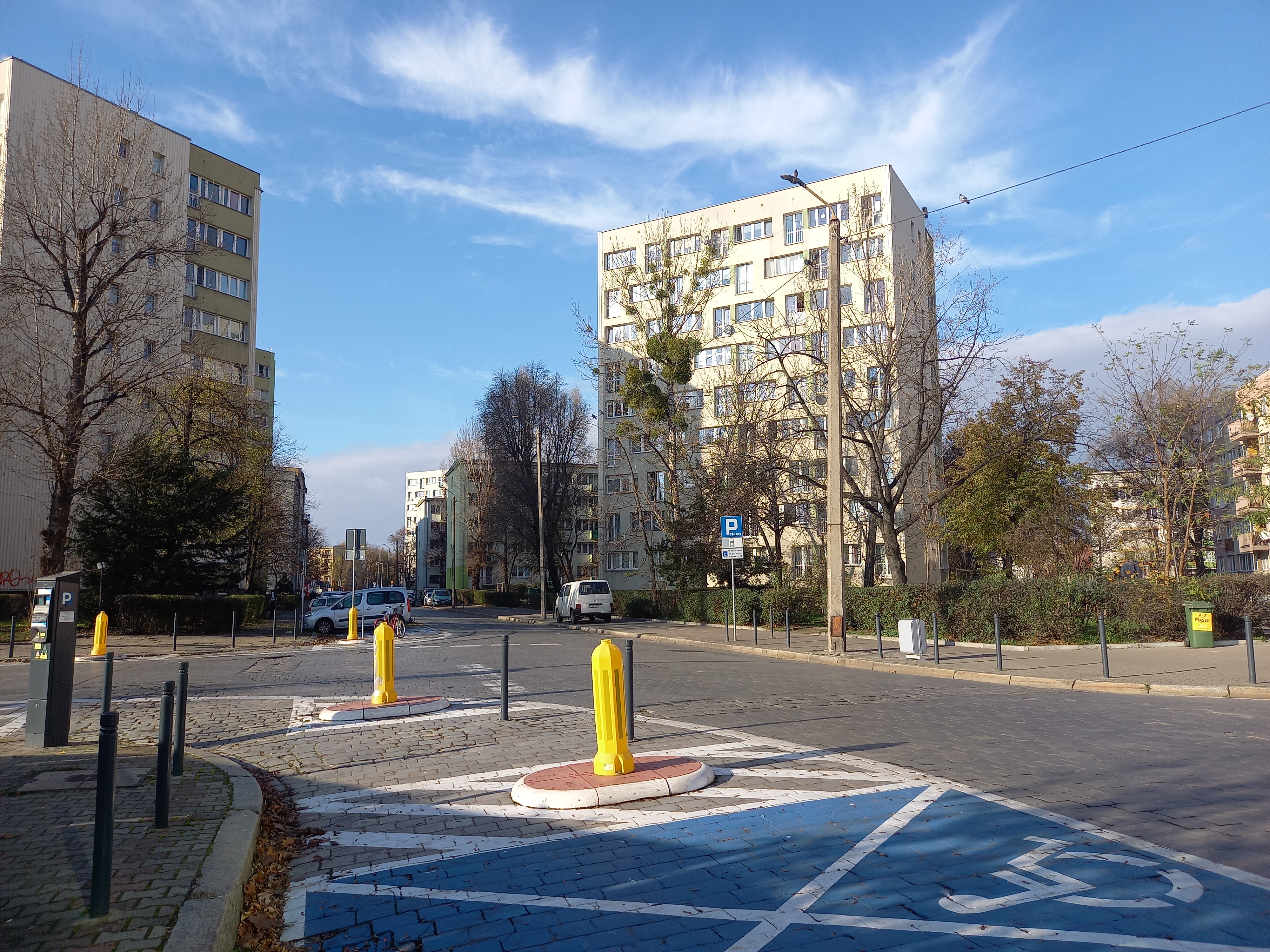
Południowy fragment zieleńca przy ul. Kolejowej i Prostej

Przy ulicy znajdują się następujące tereny zieleni:
- Zieleniec przy ul. Świętej Trójcy[51], o powierzchni 2.771 m2[a][52]
- Zieleniec przy ul. Prostej – Kolejowej[51], o powierzchni 2.526 m2[a][53].

Zieleniec przy ul. Świętej Trójcy położony jest we wnętrzu międzyblokowym, za budynkiem ul. Prosta 8-14.
Zieleniec przy ul. Prostej – Kolejowej powstał w ramach zabudowy osiedla w latach 60. XX wieku i po przekształceniach własnościowych jakie nastąpiły po zmianie ustrojowej w Polsce, jako fragment terenu pozostały we władaniu Gminy Wrocław. Składają się na niego dwa obszary zieleni rozdzielone zabudową przy ulicy Kolejowej 31. Na terenie tym dopuszcza się rekreację, ciągi piesze i ciągi pieszo-rowerowe, przy czym wymaga się 80% powierzchni jako terenu biologicznie czynnego.
 

## Demografia
Ulica przebiega przez kilka rejonów statystycznych, przy czym dane pochodzą z 31.12.2019 r..
| Rejon statystyczny nr | Ilość osób zameldowanych | Gęstość zaludnienia [lud./km²] | położenie                                               |
| --------------------- | ------------------------ | ------------------------------ | ------------------------------------------------------- |
| 933450                | 551                      | 13.353                         | strona wschodnia od ul. Kolejowej do ul. Grabiszyńskiej |
| 933440                | 333                      | 18.581                         | strona zachodnia od ul. Kolejowej do ul. Grabiszyńskiej |
| 933260                | 674                      | 11.750                         | strona wschodnia od ul. Grabiszyńskiej do ul. Tęczowej  |
| 933250                | 631                      | 5.145                          | strona zachodnia od ul. Grabiszyńskiej do ul. Tęczowej  |

## Ochrona i zabytki
Obszar na którym położona jest ulica Prostej po stronie wschodniej odcinka ulicy pomiędzy ulicą Grabiszyńską i Kolejową ujęty jest w ewidencji zabytków, w ramach tzw. Przedmieścia Południowego. Dla tego obszaru ochronie podlega przede wszystkim historyczny układ urbanistyczny kształtowany od XIII wieku, następnie od około 1840 r. do początku lat 60. XX wieku.
Analogicznej ochronie podlega cały obszar, przez który przebiega ulica, od ulicy Tęczowej do Grabiszyńskiej, łącznie z terenami kolejowymi stacji Wrocław Świebodzki, w ramach tzw. Przedmieścia Mikołajskiego, którego obszar urbanistyczny kształtowany był od początku XIX wieku do lat 70. XX wieku.
Przy ulicy i w najbliższym sąsiedztwie znajdują się następujące zabytki i inne obiekty historyczne (wszystkie położone w pierzei północnej ulicy):
| obiekt, położenie | powstanie                                         | ochrona                                           | fotografia |
| --- | ------------------------------------------------- | ------------------------------------------------- | ---------- |
| odcinek od ul. Tęczowej do ul. Grabiszyńskiej strona zachodnia |                                                   |                                                   |            |
| dawny zespół warsztatów głównych Niemieckiej Poczty Rzeszy i fabryki wagonów braci Hoffmann, obecnie budynki Poczty Polskiej Centrum Logistyki ulica Kolejowa 63-65                                                                  |                                                   | rodzaj ochrony – gez, mpzp                        |            |
| Hala przemysłowa z częścią montażową i warsztatami Deutsche Reichspost Hauptwerkst. f. Postkraftwag. (obszar fabryki wagonów Braci Hofman & Co.), obecnie budynek przemysłowy Poczty Polskiej Centrum Logistyki ulica Kolejowa 63-65 | 1931 r., (proj. L.Neumann), (fabryka ok. 1910 r.) | rejestr zabytków: A/5977/1-2 z dnia 14.09.2015 r. |            |
| kotłownia dawnego zespołu warsztatów głównych Niemieckiej Poczty Rzeszy i fabryki wagonów braci Hoffmann, obecnie budynek Poczty Polskiej Centrum Logistyki ulica Kolejowa 63-65                                                     |                                                   | rodzaj ochrony – gez, mpzp                        |            |
| odcinek od ul. Grabiszyńskiej do ul. Kolejowej strona wschodnia |                                                   |                                                   |            |
| Budynek Aktiengesellschaft für Webwaren und Bekleidung – fabryka odzieżowa AWEBE, obecnie budynek administracyjno-biurowy (po wojnie Intermoda) ulica Prosta 36                                                                      | około 1915-1920 r.                                | rodzaj ochrony – inny                             |            |
| Kamienica ulica Prosta 46 | około 1870-1880 r.                                | rodzaj ochrony – inny                             |            |
| Kamienica ulica Joachima Lelewela 23 | około 1870-1880 r.                                | rodzaj ochrony – inny                             |            |

## Baza TERYT
Dane Głównego Urzędu Statystycznego z bazy TERYT, spis ulic (ULIC):
- województwo: DOLNOŚLĄSKIE (02)
- powiat: Wrocław (0264)
- gmina/dzielnica/delegatura: Wrocław (0264011) gmina miejska
- Miejscowość podstawowa: Wrocław (0986283) miasto, Wrocław-Stare Miasto (0986946) delegatura
- Gmina/dzielnica/delegatura: Wrocław-Stare Miasto (0264059) delegatura
- kategoria/rodzaj: ulica
- Nazwa ulicy: ul. Prosta (17547).